# مهرجان صندانس السينمائي 2023
مهرجان صندانس السينمائي 2023 (بالإنجليزية: Sundance Film Festival)‏ أقيم في الفترة من 19 إلى 29 يناير 2023. وتم الكشف عن التشكيلة الأولى للأفلام المشاركة في المنافسة بتاريخ 7 ديسمبر 2022.